# Mongla Upazila
Mongla Upazila är ett underdistrikt i Bangladesh. Det ligger i den södra delen av landet, 160 km sydväst om huvudstaden Dhaka.
Trakten runt Mongla Upazila består huvudsakligen av våtmarker. Runt Mongla Upazila är det ganska tätbefolkat, med 129 invånare per kvadratkilometer.